# Stanisław Tabaczyński (oficer)
kpt. Stanisław Tabaczyński (ur. w 1831, zm. w kwietniu 1909 w Zaleszczykach) – oficer austriacki, organizator i dowódca w Oddziale Andrzeja Łopackiego.
W powstaniu styczniowym w 1863 r., pod rozkazami Dionizego Czachowskiego. Droga jego oddziału wiodła przez Baranów, Michniów, lasy wąchockie - aż do Wierzbnika. Miał brata (prawdopodobnie) Karola poległego 18 marca 1863 r. pod Giebułtowem i Czesława - też oficera powstańczego.
Zmarł w kwietniu 1909 r. w Zaleszczykach na Podolu.